# Бровка (приток Вожи)
Бровка — река в Московской и Рязанской областях России, левый приток Вожи.
Берёт начало у деревни Болваньково на юго-востоке Московской области. Течёт на юго-восток. Пересекает железнодорожную линию Узуново — Рыбное у платформы Латыгоры; затем пересекает границу с Рязанской областью и впадает в Вожу в 61 км от её устья по левому берегу.
Длина реки составляет 13 км, площадь водосборного бассейна — 39,5 км².
Вдоль течения реки расположены деревни Болваньково, Латыгори и Покровка.

## Данные водного реестра
По данным государственного водного реестра России, относится к Окскому бассейновому округу. Речной бассейн — Ока, речной подбассейн — бассейны притоков Оки до впадения Мокши, водохозяйственный участок — Ока от города Коломны до города Рязани.